# La Tuta (Moià)
La Tuta és una masia situada en el terme municipal de Moià, a la comarca catalana del Moianès. Pertany a la parròquia de Santa Coloma Sasserra.
Està situada a l'extrem sud-oriental del terme municipal, a tocar del termenal amb Castellcir. És a prop i a migdia de les Coves del Toll, a l'esquerra del torrent Mal i al nord de les Roques Foradades.